# Neocopepoda
Infra-classe
Les Neocopepoda sont une infra-classe de crustacés décapodes, de la sous-classe des copépodes.

## Liste des super-ordres
Selon World Register of Marine Species (27 décembre 2018) :
- super-ordre Gymnoplea Giesbrecht, 1882
- super-ordre Podoplea Giesbrecht, 1882